# Sorelle Hong
Hong Jung-eun (홍정은?, 洪貞恩?, Hong ChŏngŭnMR; 1974) e Hong Mi-ran (홍미란?, 洪美蘭?; 1977), note collettivamente come sorelle Hong (홍자매?, 洪姊妹?, Hong jamaeLR), sono due sceneggiatrici sudcoreane sorelle, autrici di popolari commedie romantiche per la televisione.

## Biografia
Prima di diventare sceneggiatrici di fiction, le sorelle Hong lavoravano come autrici di sitcom e programmi d'intrattenimento per due diverse emittenti, la MBC (Jung-eun) e la SBS (Mi-ran); scrissero la loro prima serie insieme per riempire un buco di tre mesi nel palinsesto, esordendo nel 2005 con Kwaegeol Chun-hyang, adattamento in chiave moderna del racconto classico Chunhyangjeon. Ottennero un immediato successo che proseguì ininterrottamente fino al 2013, anno in cui uscì Jugun-ui tae-yang, mentre le due opere successive, Maendorong ttottot (2015) e A Korean Odyssey (2017-2018), non convinsero critica e pubblico: per il secondo furono anche denunciate per plagio, accusa che in seguito si rivelò falsa. Hotel del Luna (2019) fu la loro prima serie in sei anni a ottenere uno share a due cifre, raggiungendo il 12%.

## Stile
Lo stile delle sorelle Hong si distingue da quello di altri sceneggiatori sudcoreani di commedie romantiche per la miscela di romanticismo e umorismo, per i personaggi tridimensionali e per l'aggiunta di colpi di scena che capovolgono gli stereotipi. In un'intervista con il Dong-a Ilbo hanno raccontato che si dedicano al genere romantico "perché non c'è nessun argomento più interessante delle storie d'amore, indipendentemente dal tempo e dal luogo". Appassionate di storie di fantasmi sin dall'infanzia, si sono avvicinate al fantasy dopo la morte della nonna. Dal 2017 hanno inserito sempre più elementi fantastici nelle loro sceneggiature per adattarsi ai nuovi gusti del pubblico, sentendo che "gli spettatori non sono più interessati alla storia d'amore con il 'principe sul cavallo bianco' o il matrimonio con l'erede di un chaebol".

## Filmografia
- Kwaegeol Chun-hyang (쾌걸 춘향?), regia di Jeon Ki-sang e Ji Byung-hyun (2005)
- My Girl (마이걸?, Ma-i geolLR), regia di Kim Sang-ho (2006)
- Hwansang-ui couple (환상의 커플?), regia di Kim Sang-ho (2006)
- Kwaedo Hong Gil-dong (쾌도 홍길동?), regia di Lee Jung-sub (2008)
- Minam-isine-yo (미남이시네요?), regia di Hong Sung-chang (2009)
- Nae yeojachin-guneun gumiho (내 여자친구는 구미호?), regia di Boo Sung-chul (2010)
- Choego-ui sarang (최고의 사랑?), regia di Park Hong-kyun e Lee Dong-yoon (2011)
- Big (빅?), regia di Ji Byung-hyun e Kim Sung-yoon (2012)
- Jugun-ui tae-yang (주군의 태양?), regia di Jin Hyuk (2013)
- Maendorong ttottot (맨도롱 또똣?), regia di Park Hong-kyun e Kim Hee-won (2015)
- A Korean Odyssey (화유기?), regia di Park Hong-kyun (2017-2018)
- Hotel del Luna (호텔 델루나?), regia di Oh Choong-hwan (2019)
- Alchemy of Souls (환혼?, HwanhonLR), regia di Park Joon-hwa (2022-2023)

## Riconoscimenti
- Korean PD Award
  - 2012 – Sceneggiatore televisivo dell'anno[5]
- Korean Popular Culture and Arts Award
  - 2012 – Encomio del Ministro della cultura, dello sport e del turismo[6]
- MBC Drama Award
  - 2011 – Sceneggiatore dell'anno per Choego-ui sarang[7]